# Prezidentské volby na Kiribati 2012

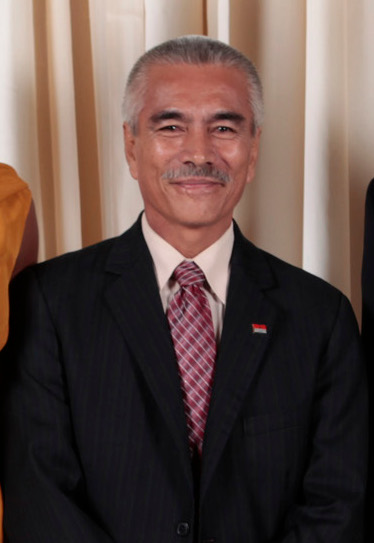
Vítěz voleb Anote Tong

Prezidentské volby na Kiribati se uskutečnily 13. ledna 2012. Předcházely jim dvoukolové parlamentní volby, které se konaly v říjnu 2011. Úřadující prezident Anote Tong se pustil do boje o již třetí čtyřleté volební období, čímž ukončil měsíce spekulací o svém dalším směřování.
Tong ve volbách získal přes 42 % hlasů a porazil oba protikandidáty.

## Volby
Prezidenta vybírají obyvatelé země prostřednictvím přímé volby ze tří až čtyř kandidátů, které nominuje parlament. Prezident může být zvolen maximálně na tři čtyřleté období. Jeho pravomoci omezuje ústava.

## Datum
Volby původně plánované na 30. prosince 2011 byly odloženy na 13. ledna 2012, aby bylo občanům Kiribati umožněno odcestovat na oslavy Nového roku.

## Kandidáti
Shromáždění Kiribati nominovalo po parlamentních volbách 2011 tři kandidáty na prezidenta:
- Anote Tong, od roku 2003 prezident Kiribati
- Tetaua Taitai, lékař a politik
- Rimeta Beniamina, bývalý lídr politické strany Kamaeuraoan Te I-Kiribati

## Výsledky
| Kandidát                         | Strana                    | Hlasy  | %      |
| Anote Tong                       | Boutokaan Te Koaua        | 14 315 | 42,18  |
| Tetaua Taitai                    |                           | 11 886 | 35,02  |
| Rimeta Beniamina                 | Kamaeuraoan Te I-Kiribati | 7 738  | 22,80  |
| Celkem (účast ~68%)              | Celkem (účast ~68%)       | 33 939 | 100,00 |
| Zdroj: Kiribati Online Community |                           |        |        |